# Drzewidło

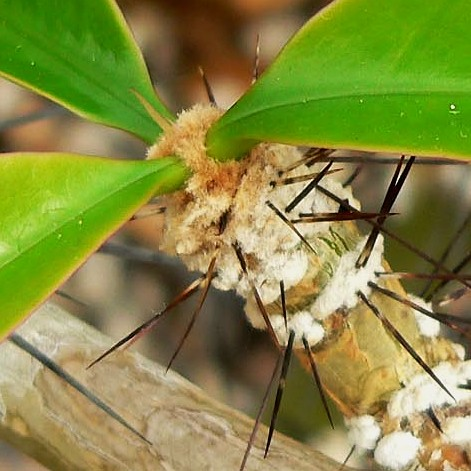
Pereskia tampicana

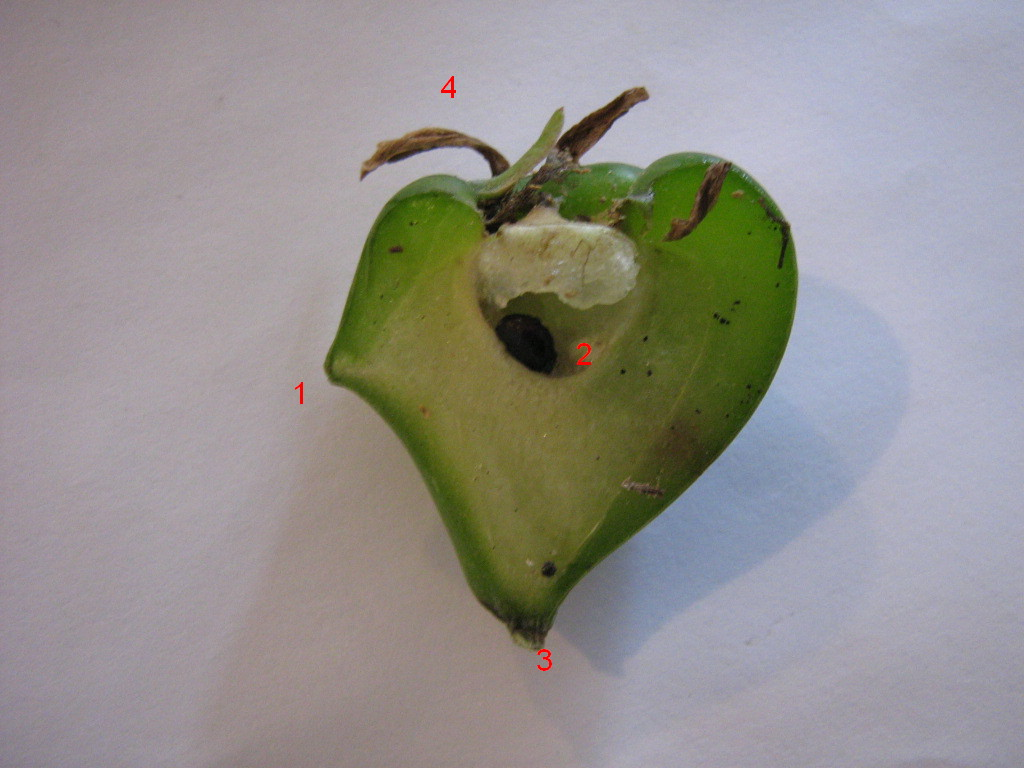
Przekrój przez owoc drzewidła: 1. areola, 2. pestka, 3. miejsce przyłączenia szypułki, 4. resztki płatków korony

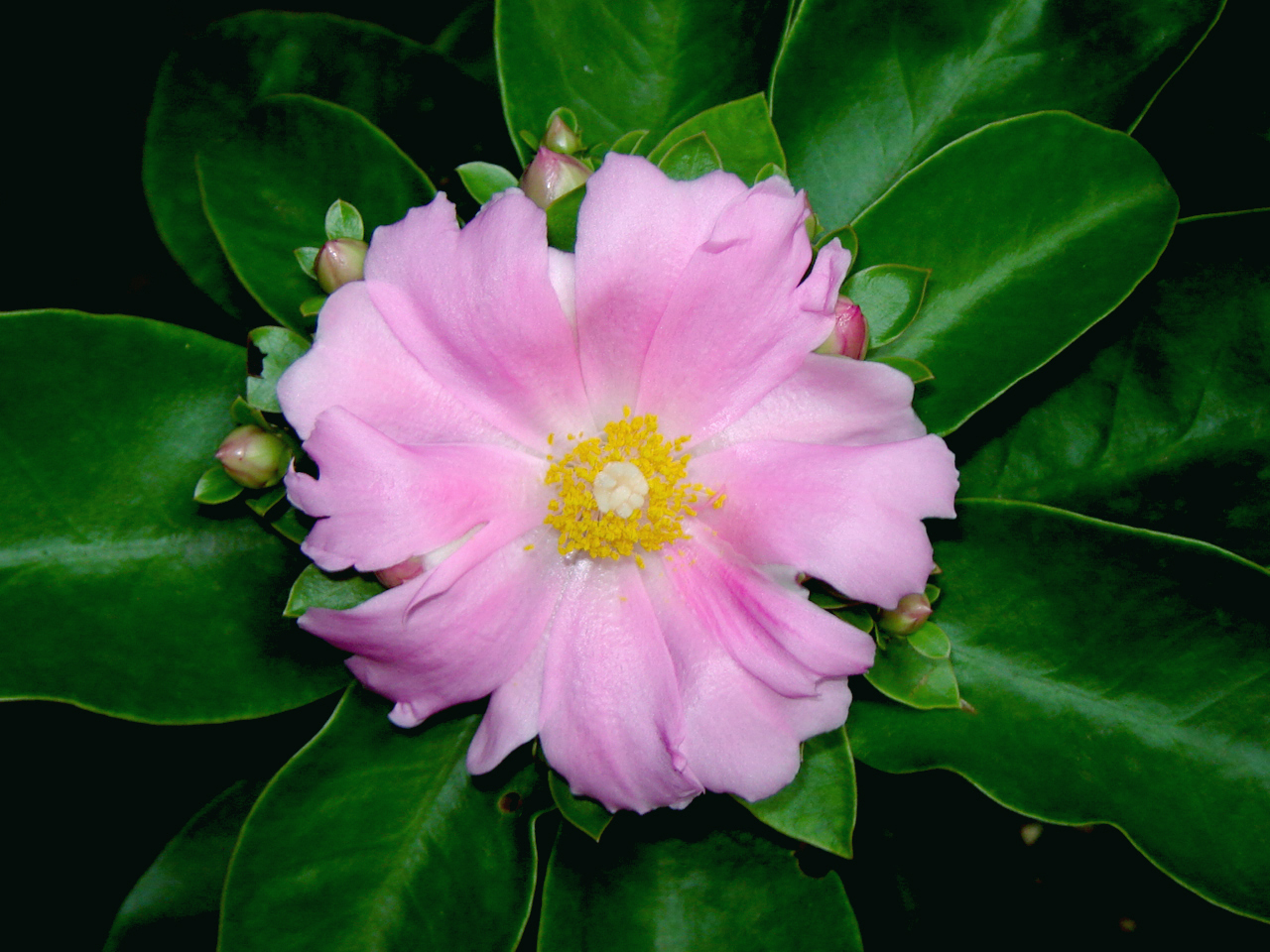
Pereskia grandifolia

Drzewidło (Pereskia Mill.) – rodzaj sukulentów z rodziny kaktusowatych. Gatunkiem typowym jest P. paniculata Vellozo.

## Charakterystyka
Gatunki z tego rodzaju pochodzą z terenów od południowego Meksyku do Kolumbii i Wenezueli, przez Karaiby, wschodnie części Brazylii na południe do północnych rejonów Urugwaju i Argentyny. Część gatunków występuje w Andach w Peru i Boliwii. Do rodzaju należą jedne z najstarszych rozwojowo i najbardziej prymitywnych gatunków kaktusowatych. Wykształcają liście asymilacyjne z płaskimi i mięsistymi blaszkami. Liście te są przeważnie eliptyczne, dość mięsiste i mają długość 3,5-25 cm. Kwiaty pojedynczo lub w gronach. Owoce mięsiste.

## Systematyka
W 1703 r. Charles Plumier opisał rodzaj Pereskia w Nova Plantarum Americanarum Genera. Karol Linneusz umieścił należące do niego gatunki w rodzaju Cactus jako Cactus pereskia i Cactus portulacifolius. W 1754 r. Philip Miller ponownie opisał takson w randze rodzaju
Synonimy
Rhodocactus (A.Berger) F.M.Knuth oraz ortograficzne wariany: Peirescia Zucc., Peireskia Steud., Perescia Lem.
Pozycja systematyczna według APweb (aktualizowany system APG III z 2009)
Należy do rodziny kaktusowatych (Cactaceae) Juss., która jest jednym z kladów w obrębie rzędu goździkowców (Caryophyllales) i klasy roślin okrytonasiennych. W obrębie kaktusowatych należy do plemienia Pereskioideae, podrodziny Cactoideae.
Pozycja w systemie Reveala (1993-1999)
Gromada okrytonasienne (Magnoliophyta Cronquist), podgromada Magnoliophytina Frohne & U. Jensen ex Reveal, klasa Rosopsida Batsch, podklasa goździkowe (Caryophyllidae Takht.), nadrząd Caryophyllanae Takht., rząd goździkowce (Caryophyllales Perleb), podrząd Cactineae Bessey in C.K. Adams, rodzina kaktusowate (Cactaceae Juss.), rodzaj Pereskia Mill.
Gatunki
- Pereskia aculeata Mill.
- Pereskia aureiflora
- Pereskia bahiensis
- Pereskia bleo Kunth) DC.
- Pereskia diaz-romeroana
- Pereskia grandifolia Haw.
- Pereskia guamacho F.A.C.Weber
- Pereskia horrida DC.
- Pereskia lychnidiflora DC.
- Pereskia marcanoi
- Pereskia nemorosa Rojas Acosta
- Pereskia portulacifolia (L.) DC.
- Pereskia quisqueyana
- Pereskia sacharosa Griseb.
- Pereskia stenantha
- Pereskia weberiana K. Schum.
- Pereskia zinniiflora DC.

## Zagrożenia
Stopień zagrożenia części gatunków został zbadany przez IUCN i tylko jeden z 6 rozpoznanych gatunków (Pereskia aureiflora) umieszczony został w Czerwonej księdze gatunków zagrożonych z kategorią zagrożenia VU (narażony na wyginięcie).

## Zastosowanie
Niektóre gatunki są uprawiane jako rośliny ozdobne. Wymagają miejsca słonecznego oraz lekkich i przepuszczalnych gleb. Rozmnażają się z nasion lub sadzonek.